# Ate (Mythologie)
Ate (altgriechisch Ἄτη Átē, deutsch ‚Verblendung‘) verkörpert in der griechischen Mythologie die Verblendung. Nach Hesiod sind Ate und deren Schwester Dysnomia (deutsch: Ungesetzlichkeit) Töchter der Eris, Göttin der Zwietracht, und Enkelinnen der Nyx, Göttin der Nacht.
Bei Homer ist Ate die Tochter des Zeus. Sie stürzt Menschen und Götter ins Verderben; indem sie die Opfer betört und verblendet, werden diese zu unüberlegten, leidenschaftlichen Handlungen verleitet. Ate ähnelt in ihrer tragischen Rolle (z. B. bei Aeschylos) der Nemesis.
Agamemnon beklagt, dass er sich habe verleiten lassen, Achilleus zu beleidigen. Es sei aber Ate gewesen, die ihn so habe handeln lassen. Das aber sei nicht unehrenhaft, da selbst Zeus einmal zum Opfer der Ate geworden sei, als er vor der Gattin Hera mit dem zukünftigen Schicksal des Herakles prahlte, der an jenem Tag von der Geliebten Alkmene, Enkelin des einstigen mykenischen Herrschers Perseus, geboren werden sollte: das Kind solle einst (als Urenkel Perseus’) Herrscher Mykenes werden, so beschwor er, von Ate verleitet, mit einem mächtigen Eid. Rachsüchtig verzögerte die eifersüchtige Hera Herakles’ Geburt, wodurch er nach Eurystheus, dem Vetter der Alkmene und Enkel Perseus’, geboren und somit dessen Untertan wurde. Voller Zorn und Gram über den nicht erfüllten Eid und das Schicksal des Sohnes, verbannte Zeus Ate für immer aus dem Olymp.
An anderer Stelle der Ilias wird Ate den Litai gegenübergestellt. Die Litai, Töchter des Zeus, verkörpern die Abbitte und die Gebete des reuigen Sünders. Zwar kann fromme Buße den Sinn der Götter ändern, jedoch folgen die Litai nur langsam und zögernd den Spuren der Sünde, während Ate leichtfüßig über die Köpfe der Menschen voranspringt.